# 土井正治
土井 正治（どい まさはる、1894年5月1日 - 1997年5月3日）は、日本の実業家。住友化学工業社長・会長。住友化学の中興の祖でもある。

## 生涯

### 生い立ち
兵庫県武庫郡大庄村浜田（尼崎市浜田町に）父・武内舛量、母・菊恵の長男として生まれる。生家は浄専寺と言い、境内に大きな樅や楠のある広い寺である。武内家は武内宿禰（神功皇后、応神天皇らに仕えた大臣。蘇我氏の祖と伝えられる）の子孫といわれる。土井は武内宿禰から数えて、ちょうど七十代目の末裔にあたる。父武内舛量は、西本願寺に勤め、法王の大谷光尊(明如上人)（大谷光瑞の父）に目をかけられ、日清戦争のころ軍隊布教使となった。ところが軍隊布教でマラリアにかかり、1897年9月、土井が3歳のとき、32歳で死去した。母菊恵も翌年22歳で父の後を追っている。弟が1人いたが、その弟も生後間もなく死んだ。このような事情で、土井は祖父母、叔父、叔母に育てられた。
成文尋常小学校に入学し、成績は終始1番とであった。高等科3年には全校を代表する児童長を命ぜられた。1909年、父の弟原田了哲から進学を勧められ、京都下京区西六条魚棚町の叔父の家から、近くの平安中学（現龍谷大学付属平安高校）へ通った。中学時代も、毎年首席を通した。高校は、第三高等学校へ入学するが、入学したその日、生涯を通じて親友となる田路舜哉に出会う。田路とは、三高から東大、そして住友入社以降も同じコースを歩んだばかりでなく、終戦後も2人は追放を免れ、田路は住友商事の社長、土井は住友化学の社長として住友事業の再建に協力することになる。田路とは、よい競争相手であり、相談相手であり、遊び仲間であった。他の高校時代の学友には、後に土井の義弟になる藤田俊克（元日本動産火災保険専務）や、二見貴知雄（後の日銀副総裁）、中野与吉郎（後の三重県知事）、山田作之助（神戸弁護士会会長・最高裁判事）宮野省三（岐阜県知事）などがいた。土井は将来内務大臣になろうと考え、東大法学部を志望した。東大では、一高から進学してきた岸信介、我妻栄などがいたが、学生時代に直接話す機会はほとんどなかった。しかし、岸とは土井が住友本社東京支店総務課長になって、当時商工省で産業合理局事務官をしていた岸と再会して以来、家族ぐるみの付き合いとなる。

### 住友へ入社
正治は、内務省へ入りたいと考えていたが、体調がすぐれず高等文官試験を受ける機会を逸した。しかし内務省への気持ちに変わりなかった。当時の内務省は高文を受験しなくても帝国大学で一定の基準以上の成績を取っていれば採用され、採用の年に改めて高文の試験をうけさせる例になっていたので、大学卒業の年に内務省の採用試験を受け合格した。内務省の採用試験に合格しながら、なぜ住友にはいったか、そのいきさつは親友の田路舜哉が関係していた。田路ははじめ世話になった人の会社に就職する予定であったが、その人の事業が倒れたため卒業間際になって急遽住友に志望を変えた。正治もちょうど高文の試験を受けるのがおっくうになっていたときで、内務省か住友かでずいぶん迷った。結局田路が住友へ行くと決めたことが大きく影響し、住友入社を決断した。1920年に東京帝国大学法学部卒業後、住友総本店へ入社した翌年の2月、個人経営だった住友総本店は新しく資本金1億5千万円の住友合資会社と衣替えした。これを契機に組織変更があり、正治と田路は人事二課に配属され、労働問題を引き継ぐ。人事二課時代の大正11年5月13日、親戚の世話で結婚し、土井家に養子入りした。正治が28歳、妻多恵19歳のときである。土井家は尼崎市杭瀬の代々庄屋を勤めた旧家で、関ヶ原の戦いで敗れた石田三成の家臣、島清興の末裔である。その後は、住友金属工業、住友本社を経て、1942年に住友化学総務部長就任。1944年には日本染料との合併の際、交渉委員として活躍。1947年に社長、1963年に会長をそれぞれ歴任した後、1975年に相談役を務めた。1983年に経団連副会長務めるなど関西の財界で活躍し、毎日放送取締役なども務めた。小田原大造との大阪財界における「第1次南北戦争」が知られている。

## エピソード
住友商事初代社長の田路舜哉とは、第三高等学校時代からの友人で、同じ教室で机を並べていた。２人とも東京帝国大学にすすみ、東京では一時おなじ下宿に住んだこともある。田路は当初、知人の仕事を手伝う予定であり、土井は内務省を希望していたが、田路は、知人の事業が倒れたため急遽住友へ入社することになる。土井も悩んだすえ住友への入社を決めた。住友総本店への出社初日、日高副支配人から口頭で、田路は秘書係へ、土井は経理課へ配属を言い渡された。ところが翌日出社して小倉正恒支配人から辞令を受け取ってみると、田路も土井も同じ庶務課秘書係であった。小倉からは「君らには労働問題を落ち着いて長く研究してもらわねばならん」と申し渡された。土井の配属が1日にして変わったのは、同じ新入社員であった岩切章太郎（後の宮崎交通会長）が初めは秘書係に配属される予定であったが、同郷の日高副支配人に、「自分は2,3年で住友をやめ、郷里に帰らねばならない」と話していたため、それが伝わって「長期間、労働問題をやってもらうわけにいかないのなら」と、岩切を経理に回すことになり、土井と入れ替わったのである。そして土井と田路は、また同じ住友総本店の同じ課の同じ係に机をならべるめぐり合わせになった。それからしばらくは、別々の職場についたが、1938年にはまた同じ住友金属で田路は伸銅所、土井は製鋼所の副所長として苦労を共にすることとなった。終戦の時には、田路は住友金属、土井は住友化学にいた。2人とも財閥解体の追放をまぬがれ田路は商事の新設を、土井は化学の再建を担当することになった。当時、古田総理事は「もはや財閥の再現を期待し得ない、各事業は社長が責任をもって大きく発展させ、それぞれの事業を中心としたコンツェルンを作るほかない」と語った。2人はこの考えに共鳴し各々の事業の発展に懸命に努力を傾注した。しかし、住友の旧連系各社がこのまま離散することを防ぎ、各事業の発展のために協力関係を今後とも保持することが、互いに事業の繁栄のために必要であると考え、田路と土井は相談し、関係各人の賛同を得て白水会が結成された。

## 賞罰
- 1958年 - 大阪府産業功労者賞
- 1960年 - 藍綬褒章
- 1964年 - イタリア メリト勲章グランデ・ウフィチアーレ
- 1965年 - 勲二等旭日重光章
- 1970年 - 勲一等瑞宝章
- 1978年 - 韓国 修交勲章光化章
- 1992年 - 仏教伝道文化賞功労賞

## 午七会
- 午七会は、午年の七赤生まれの同窓会で、同年経済人の親睦会
- 土井正治
- 伊藤武雄（元大阪商船社長）
- 太田垣士郎（元関経連会長）
- 駒村資正（元ジェトロ会長）
- 植場鉄三（元呉羽紡績社長）
- 大屋晋三（元帝人社長）
- 岸要（元住友電工社長）
- 松下幸之助（元松下電器社長）

## 三日会
- 三日会は「財界奥の院」といわれた時事問題懇親会
- 土井正治
- 松下幸之助
- 井口竹次郎（元大阪瓦斯会長）
- 小田原大造（元大阪商工会議所会頭）
- 石坂泰三（元経団連会長）
- 足立正（元日本商工会議所会頭）
- 植村甲午郎（元経団連会長）
- 安川第五郎（元日本原子力発電社長）
- 佐藤喜一郎（元三井銀行社長）
- 高杉晋一（元三菱電機社長）
- 松原与三松（元日立造船社長）
- 阿部孝次郎（元関経連会長）
- 市川忍（元大阪商工会議所会頭）
- 芦原義重（元関西電力社長）

## 関連人物
- 長谷川周重
- 田路舜哉